# Der Amönenhof
Der Amönenhof  è un film muto del 1920 diretto da Uwe Jens Krafft.

## Produzione
Il film fu prodotto da Joe May per la sua compagnia, la May-Film GmbH (Berlin).

## Distribuzione
Distribuito dall'Universum Film (UFA) con il visto di censura che ne vietava la visione ai minori, il film fu presentato al Tauentzienpalast di Berlino il 20 febbraio 1920.